# Gonzalo del Cerro
Gonzalo Pedro Antonio del Cerro (Rosario, 29 de junio de 1943) es un psiquiatra y político argentino de la Unión Cívica Radical, que se desempeñó como diputado nacional por la provincia de Santa Fe entre 2017 y 2021.

## Biografía
Nacido en Rosario en 1943, se recibió de médico psiquiatra en la Universidad Nacional del Litoral en 1968. Ejerció la medicina de forma privada. En el ámbito universitario, fue decano de la Facultad de Medicina de la Universidad Nacional de Rosario por dos períodos consecutivos, entre 1986 y 1994.
Ha integrado la convención provincial y nacional de la Unión Cívica Radical. Entre 2009 y 2013 fue concejal de Rosario.
En las elecciones legislativas de 2017, fue elegido diputado nacional por la provincia de Santa Fe, siendo el quinto candidato en la lista de Cambiemos que obtuvo el 37,80% de los votos. Se desempeña como vicepresidente segundo de la comisión de Deportes e integra como vocal las comisiones de Acción Social y Salud Pública; de Defensa Nacional; y de Discapacidad.
Partidario de la legalización del aborto en Argentina, votó a favor de los dos proyectos de ley de interrupción voluntaria del embarazo que fueron debatidos por el Congreso en 2018 y 2020.
En diciembre de 2019, al ser el diputado en funciones de mayor edad, le correspondió presidir la sesión preparatoria en la cual asumieron los diputados elegidos ese año y las nuevas autoridades de la Cámara.